# Rumori di Korotkov

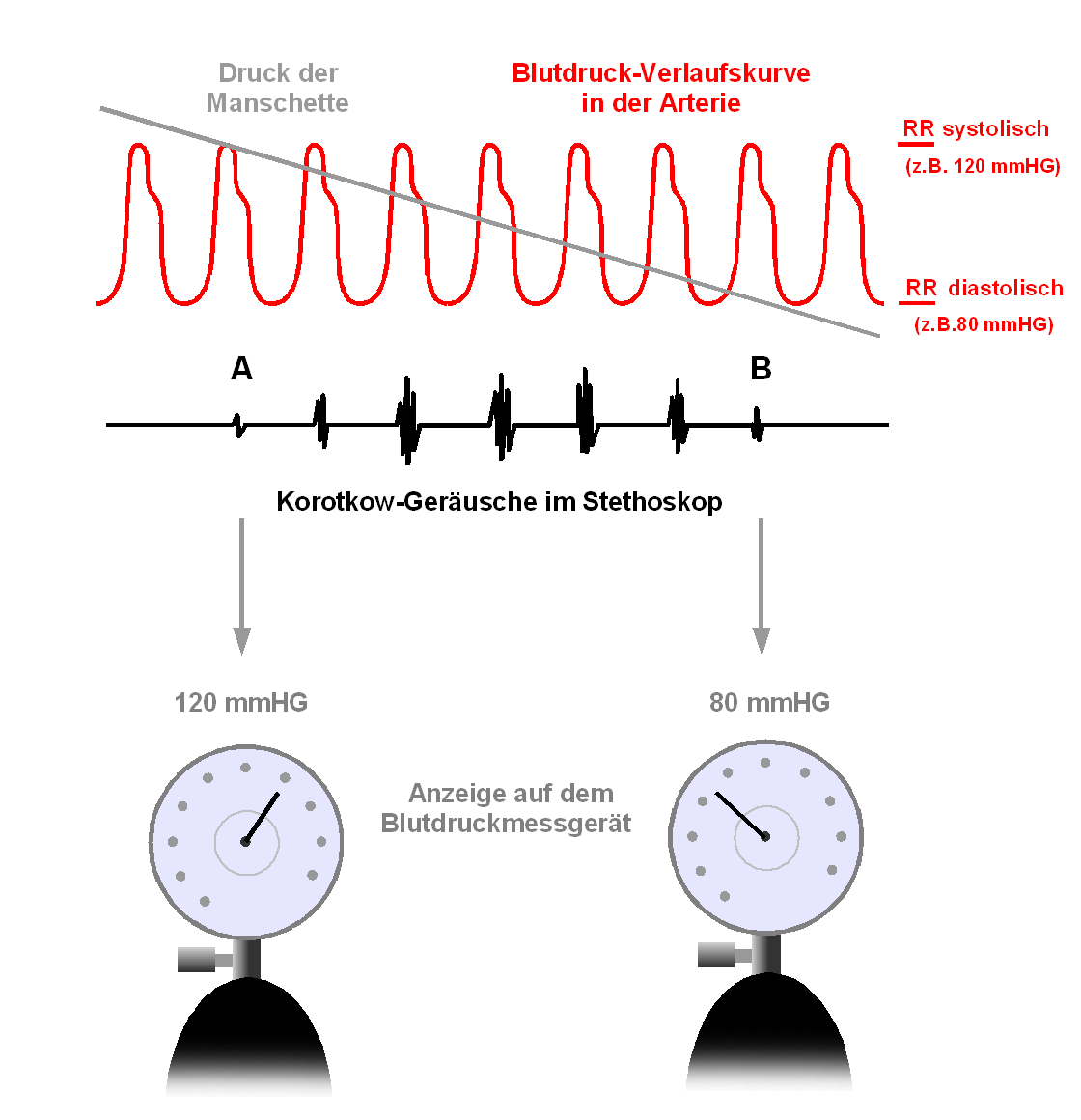
Misurazione della pressione arteriosa utilizzando la pressione del bracciale = pressione del bracciale (grigio); Curva della pressione arteriosa nell'arteria = Grafico della pressione arteriosa in rosso; Korotkov suona in stetoscopio = suoni di Korotkov in stetoscopio; Visualizzazione sullo sfigmomanometro = lettura sul misuratore di pressione sanguigna

I rumori di Korotkov o suoni di Korotkov sono i suoni che possono essere uditi quando si va a misurare la pressione sanguigna usando una procedura non invasiva. Prendono il nome dal dott. Nikolaj Korotkov, un medico russo che li ha scoperti nel 1905, quando lavorava presso l'Accademia medica imperiale di San Pietroburgo nell'Impero russo.

## Descrizione
I suoni uditi durante la misurazione della pressione sanguigna non sono gli stessi suoni del cuore dovuti alle vibrazioni associate alla chiusura a scatto delle valvole all'interno dei ventricoli. Se uno stetoscopio viene posto sopra l'arteria brachiale nella fossa antecubitale in una persona normale (senza malattia arteriosa), nessun suono dovrebbe essere udibile. Quando il cuore batte, questi impulsi vengono trasmessi in modo fluido attraverso il flusso di sangue laminare (non turbolento) attraverso le arterie e non viene prodotto alcun suono. Allo stesso modo, se il bracciale di uno sfigmomanometro viene posizionato attorno al braccio di un paziente e gonfiato a una pressione superiore alla pressione sistolica del paziente, non vi sarà alcun suono udibile. Questo perché la pressione nella cuffia è sufficientemente alta da occludere completamente il flusso sanguigno. Questo è simile a un tubo o tubo flessibile con il fluido che viene bloccato.
Se la pressione scende a un livello pari a quello della pressione sistolica del paziente, si udirà il primo suono di Korotkov. Poiché la pressione nel bracciale è la stessa della pressione prodotta dal cuore, un po' di sangue sarà in grado di passare attraverso il braccio superiore quando la pressione nell'arteria aumenta durante la sistole. Questo sangue scorre a scatti quando la pressione nell'arteria sale sopra la pressione nella cuffia e poi scende indietro oltre la regione cuffiata, causando turbolenza che produce un suono udibile.
Quando la pressione nella cuffia viene lasciata cadere ulteriormente, i suoni tonanti continuano a essere uditi fino a quando la pressione nella cuffia si trova tra le pressioni sistoliche e diastoliche, poiché la pressione arteriosa continua a salire sopra e ricadere sotto la pressione nel bracciale.
Alla fine, man mano che la pressione nel bracciale si abbassa ulteriormente, i suoni cambiano di qualità, quindi si disattivano e alla fine scompaiono del tutto. Ciò si verifica perché, poiché la pressione nella cuffia scende al di sotto della pressione diastolica, la cuffia non fornisce più alcuna limitazione al flusso sanguigno, consentendo al flusso sanguigno di tornare liscio senza turbolenze e quindi non produrre ulteriore suono udibile.

## I cinque suoni di Korotkov
Sono classificati cinque suoni di Korotkov:
Fase I: comparsa di suoni deboli, ripetitivi e chiari che aumentano gradualmente di intensità per almeno due battiti consecutivi è la pressione sistolica.
Fase II: potrebbe seguire un breve periodo durante il quale i suoni si ammorbidiscono e acquisiscono una qualità di oscillazione.
Fase III: il ritorno di suoni più acuti, che diventano più nitidi per riguadagnare o addirittura superare l'intensità della fase I.
Fase IV: il distacco brusco e distinto dei suoni, che diventano morbidi e di qualità.
Fase V: il punto in cui tutti i suoni scompaiono definitivamente è la pressione diastolica.
Il secondo e il terzo suono di Korotkov non hanno alcun significato clinico noto.
In alcuni pazienti, i suoni possono scomparire del tutto per un breve periodo tra la fase II e III, che viene indicata come gap auscultatorio.

## Pressione arteriosa sistolica e diastolica
Tradizionalmente, la pressione sanguigna sistolica è considerata la pressione alla quale il primo suono di Korotkov viene ascoltato per la prima volta e la pressione diastolica è la pressione alla quale il quarto suono di Korotkov è appena udibile. Tuttavia, c'è stato recentemente un passo verso l'uso del quinto suono di Korotkov (cioè il silenzio) come pressione diastolica, poiché questo è stato ritenuto più riproducibile.
Per quanto riguarda la pediatria, c'è stata una controversia sull'opportunità di usare l'auscultazione del quarto o quinto suono di Korotkov come indicatore della pressione diastolica. Le attuali linee guida di pratica clinica raccomandano l'uso del quinto suono di Korotkov (ma se questo non è rilevabile, usando il quarto).
La comparsa del primo suono di Korotkov rappresenta un affidabile indicatore di pressione della sistole del cuore. La comparsa del quarto suono di Korotkov rappresenta un indicatore di pressione affidabile della diastole del cuore.